# Rem (bygningsdel)
 For alternative betydninger, se Rem. (Se også artikler, som begynder med Rem)
I en bygningskonstruktion er remmen den bjælke, som tagets spær ligger an på langs ydermurene.
En fodrem er bjælken, hvorpå væggen opbygges i et bindingsværkshus. En fodrem indgår også i mange moderne, mindre byggerier – f.eks. sommerhuse, udestuer osv. Fodremmen fastgøres til fundamentet, hvorefter resten af bygningen fastgøres til fodremmen.
| Byggeri og bygningsdele | Spire Denne artikel om byggeri og bygningsdele er en spire som bør udbygges. Du er velkommen til at hjælpe Wikipedia ved at udvide den. |